# Po'alej Agudat Jisra'el
Po'alej Agudat Jisra'el (hebrejsky: פועלי אגודת ישראל; Dělníci Agudat Jisra'el) je bývalá židovská politická strana a hnutí v Polsku a bývalá izraelská politická strana a stále existující hnutí v Izraeli. Je známá také pod akronymem Pai nebo Pagi (פא"י nebo פאג"י).

## Okolnosti vzniku a ideologie strany
Hnutí bylo založeno v Polsku jako odborová organizace napojená na širší ultraortodoxní hnutí Agudat Jisra'el pod jménem Poalei Agudas Izrael. Po vzniku státu Izrael se Po'alej Agudat Jisra'el zapojili do činnosti odborové centrály Histadrut a vystupovala převážně v alianci s Agudat Jisra'el.
V roce 1948 byl založen stranický deník ha-Kol vydávaný v Jeruzalémě. Kromě něj vydávala strana i deník Še'arim. Ve volbách roku 1949 kandidovala na společné kandidátce s dalšími nábožensky orientovanými stranami jako Agudat Jisra'el, ha-Po'el ha-Mizrachi, Mizrachi a Sdružením zbožných nezávislých v rámci společné střechové kandidátní listiny Sjednocená náboženská fronta, která celkem získala 16 mandátů a připojila se k vládě Davida Ben Guriona. Sjednocená náboženská fronta ale opakovaně nesouhlasila s některými kroky vlády, například v otázce vzdělávání v přistěhovaleckých táborech nebo vzdělávacího celostátního systému. Také požadovali, aby bylo zrušeno Ministerstvo přídělového systému a zásobování Izraele. Tyto spory vedly 15. října 1950 Ben Guriona k rezignaci. Poté, co byly rozpory vyřešeny, vznikla 1. listopadu nová vláda vedená opět Ben Gurionem, přičemž Sjednocená náboženská fronta zůstala členem koalice.
Ve volbách roku 1951 se Sjednocená náboženská fronta rozložila na jednotlivé samostatné strany. Po'alej Agudat Jisra'el kandidovala samostatně a získala dva mandáty. Stala se členem další koaliční vlády Ben Guriona. Pak ale přispěla k pádu této vlády, opět kvůli sporům ohledně školského systému. Pak na delší dobu stála mimo vládu. Ve volbách roku 1955 kandidovala Po'alej Agudat Jisra'el společně s Agudat Jisra'el v rámci kandidátní listiny Chazit datit Toratit (Náboženská fronta Tóry) a získala šest křesel. V průběhu funkčního období zůstala mimo vládu a dočasně změnila svůj název na Agudat Jisra'el-Po'alej Agudat Jisra'el, aby se pak vrátila k názvu Chazit Dati Toratit. Ve volbách roku 1959 opět kandidovala společná listina Chazit Dati Toratit, opět se ziskem šesti mandátů a stále mimo vládní koalici. 9. srpna 1960 se poslanecký klub Chazit Dati Toratit rozpadl, přičemž vznikl samostatný poslanecký klub Po'alej Agudat Jisra'el se dvěma mandáty a klub Agudat Jisra'el se čtyřmi poslanci. Po'alej Agudat Jisra'el se potom připojila ke koaliční vládě a její člen Binjamin Minc se stal ministrem poštovních služeb.
Ve volbách roku 1961 kandidovala Po'alej Agudat Jisra'el samostatně a obdržela dva mandáty. Zůstala členem následujících vlád. Samostatnou kandidaturu provedla i ve volbách roku 1965, opětovně se ziskem dvou křesel v Knesetu. Zůstala součástí vládního tábora až do smrti premiéra Leviho Eškola. Odešla z koalice, když se funkce předsedkyně vlády ujala Golda Meirová. Ve volbách roku 1969 kandidovala Po'alej Agudat Jisra'el znovu samostatně a udržela si dvě křesla. Zůstala mimo vládu.
Pro volby roku 1973 byla obnovena společná kandidátní platforma Chazit Dati Toratit se společným ziskem pěti mandátů. 17. března 1977 se ovšem tato střechová platforma rozložila a Po'alej Agudat Jisra'el utvořila vlastní poslanecký klub se dvěma členy. Ve volbách roku 1977 pak Po'alej Agudat Jisra'el opět kandidovala samostatně a obdržela jeden mandát. Samostatně šla i do voleb roku 1981, ale získala jen 17 090 hlasů a nezískala ani jeden mandát. Jméno strany bylo v Knesetu dočasně oživeno, když se roku 1986 rozpadl poslanecký klub Moraša a jediný zbylý člen klubu Avraham Verdiger (bývalý člen Po'alej Agudat Jisra'el) jej přejmenoval na Moraša-Po'alej Agudat Jisra'el. Před volbami roku 1988 svou frakci spojil s Agudat Jisra'el. Od té doby již v parlamentu Po'alej Agudat Jisra'el samostatně nevystupovala.
Po'alej Agudat Jisra'el se v Izraeli podílela ve 20. století na založení několika vesnic včetně některých izraelských osad na okupovaných územích. V roce 1969 to například byla vesnice Mevo Choron, v roce 1984 Mecad. Roku 1950 založili členové této strany vesnice Curi'el a Gimzo.